# 太平镇 (茂县)
太平镇，原为太平乡，是中华人民共和国四川省阿坝藏族羌族自治州茂县曾经下辖的一个镇。2019年12月，撤销太平镇，将其所属行政区域划归叠溪镇管辖。

## 行政区划
太平镇撤销前下辖以下地区：
太平村、牛尾村、杨柳村、胡尔村、沙湾村、木耳村和羌阳桥村。